# John Hardy
John Hardy (Henfield, 4 de noviembre de 1817 - Barrow-hill, 15 de septiembre de 1884) fue un botánico, explorador, y briólogo británico.
Fue un activo briólogo, que realizó muchas expediciones por Gran Bretaña estudiando y recolectando su flora.

## Eponimia
Especies
- (Asclepiadaceae) Orbeanthus hardyi (R.A.Dyer) L.C.Leach[4]
- (Elatinaceae) Elatine hardyana Dumort.[5]
- (Vitaceae) Ampelocissus hardyi (Planch.) Galet[6]